# Río Moksha
El río Moksha (en ruso: Мо́кша) es un río de la Rusia europea, un afluente del río Oká, a su vez afluente del río Volga. Su longitud total es 656 km y su cuenca drena una superficie de 51.000 km² (similar a Costa Rica y Bosnia-Herzegovina).
Administrativamente, el río discurre, aguas abajo, por la Óblast de Penza, la República de Mordovia, la Óblast de Nizhny Nóvgorod y la Óblast de Riazán y de la Federación de Rusia.

## Geografía
El río Moksha nace en las Alturas del Volga, en la parte noroeste de la Óblast de Penza, cerca de la localidad de Moksan, a menos de 40 km al noroeste de la capital Penza (518.025 hab. en 2002). El río discurre primero en dirección oeste, recibiendo por la izquierda el primero de sus afluentes, el río Atmis. Emprende luego dirección septentrional, y tras un corto discurrir por la óblast de Penza se adentra luego por la parte meridional en la república de Mordovia. 
Recibe por la derecha al río Issa y baña luego las localidades de Kovýlkino y Krasnoslobodsk (10.843 hab.), para recibir, a continuación, y también por la derecha, al río Sivín. A partir de aquí el río, ya en la parte norte de Mordovia describe un par de amplias curvas en las que varia mucho de dirección, pero que acaban conduciéndole hacia el oeste. Tras bañar la localidad de Temnikov (8.375 hab.), y a partir de la confluencia con el río Satis, que recibe por la derecha, durante un corto tramo forma la frontera natural con la óblast de Nizhny Nóvgorod. El río vuelve a Mordovia para salir, tras un breve tramo, por su lado noroccidental. 
Se interna luego en la Óblast de Riazán, recibe por la derecha el río Ermich, pasa frente a Kadon y recibe por la izquierda, primero al río Vad y luego al más importante de sus afluentes, el río Tsna (451 km de longitud y una cuenca de 21.500 km²). Se dirige finalmente en dirección norte hasta desembocar en el río Oká por su margen derecha.
El río Moksha, al igual que casi todos los ríos rusos, durante un largo periodo permanece congelado, habitualmente desde finales de noviembre/principios de diciembre hasta abril.